# 7 Dywizja Jazdy Michała Sokolnickiego
7 Lekka Dywizja Jazdy Michała Sokolnickiego – jedna z formacji wojskowych kawalerii polskiej okresu napoleońskiego.
W czerwcu 1813 powołany został przez Napoleona i  przyjęty na żołd francuski IV Korpus Jazdy Odwodowej (IV Korpus Rezerwowy Jazdy).
Dowódcą korpusu mianowano francuskiego generała François Étienne Kellermanna. Jednak władzę zwierzchnią nad korpusem sprawował książę Józef Poniatowski.
Właśnie w ramach tego korpusu utworzono 7 Lekką Dywizję Jazdy pod dowództwem gen. Michała Sokolnickiego

## Skład
17 Brygada Jazdy gen. Walentego Kwaśniewskiego
- 1 pułk strzelców konnych
- 3 pułk ułanów